# Сала-Биеллезе
Сала-Биеллезе (итал. Sala Biellese) — коммуна в Италии, располагается в регионе Пьемонт, в провинции Биелла.
Население составляет 601 человек (2008 г.), плотность населения составляет 75 чел./км². Занимает площадь 8 км². Почтовый индекс — 13050. Телефонный код — 015.
Покровителем Сала-Биеллезе почитается святитель Мартин Турский, празднование 11 ноября.

## Демография
Динамика населения:

## Администрация коммуны
- Телефон: 015 2551198